# Nuoto ai campionati mondiali di nuoto 2015 - 200 metri misti maschili
La gara dei 200 metri misti maschili si è svolta il 5 e 6 agosto 2015 presso la Kazan Arena e vi hanno preso parte 47 atleti provenienti da 43 nazioni. Le batterie e le semifinali si sono svolte, rispettivamente, la mattina e al sera del 5 agosto, mentre la finale ha avuto luogo la sera del 6 agosto.

## Medaglie
| Posizione | Atleta         | Paese       |
| --------- | -------------- | ----------- |
| Oro       | Ryan Lochte    | Stati Uniti |
| Argento   | Thiago Pereira | Brasile     |
| Bronzo    | Wang Shun      | Cina        |

## Record
Prima della manifestazione il record del mondo (WR) e il record dei campionati (CR) erano i seguenti.
| Record mondiale       | 1'54"00 | Ryan Lochte Stati Uniti | 28 luglio 2011 Shanghai, Cina |
| Record dei campionati | 1'54"00 | Ryan Lochte Stati Uniti | 28 luglio 2011 Shanghai, Cina |

## Risultati

### Batterie
| Posizione | Batteria | Corsia | Atleta               | Nazionalità          | Tempo   | Note |
| --------- | -------- | ------ | -------------------- | -------------------- | ------- | ---- |
| 1         | 5        | 4      | Ryan Lochte          | Stati Uniti          | 1:57.90 | Q    |
| 2         | 5        | 6      | Daniel Wallace       | Regno Unito          | 1:58.28 | Q    |
| 3         | 3        | 3      | Wang Shun            | Cina                 | 1:58.33 | Q    |
| 4         | 5        | 5      | Conor Dwyer          | Stati Uniti          | 1:58.63 | Q    |
| 5         | 3        | 2      | Andreas Vazaios      | Grecia               | 1:58.92 | Q    |
| 6         | 3        | 4      | Henrique Rodrigues   | Brasile              | 1:58.95 | Q    |
| 7         | 4        | 4      | Daiya Seto           | Giappone             | 1:59.11 | Q    |
| 8         | 4        | 5      | Thiago Pereira       | Brasile              | 1:59.18 | Q    |
| 9         | 3        | 5      | Roberto Pavoni       | Regno Unito          | 1:59.29 | Q    |
| 10        | 5        | 8      | Jérémy Desplanches   | Svizzera             | 1:59.46 | Q    |
| 11        | 4        | 7      | Diogo Carvalho       | Portogallo           | 1:59.61 | Q    |
| 12        | 4        | 6      | Simon Sjödin         | Svezia               | 1:59.64 | Q    |
| 13        | 5        | 3      | Thomas Fraser-Holmes | Australia            | 1:59.96 | Q    |
| 14        | 5        | 2      | Yakov Toumarkin      | Israele              | 1:59.97 | Q    |
| 15        | 3        | 6      | Marcin Cieślak       | Polonia              | 1:59.99 | Q    |
| 16        | 2        | 7      | Mohamed Hussein      | Egitto               | 2:00.22 | Q    |
| 17        | 4        | 8      | Uvis Kalniņš         | Lettonia             | 2:00.39 |      |
| 18        | 4        | 2      | Yang Zhixian         | Cina                 | 2:00.80 |      |
| 19        | 5        | 7      | Federico Turrini     | Italia               | 2:00.94 |      |
| 20        | 3        | 1      | Semen Makovich       | Russia               | 2:01.05 |      |
| 21        | 3        | 8      | Jakub Maly           | Austria              | 2:01.68 |      |
| 22        | 5        | 0      | Pavel Janeček        | Rep. Ceca            | 2:02.43 |      |
| 23        | 3        | 7      | Raphaël Stacchiotti  | Lussemburgo          | 2:02.60 |      |
| 24        | 4        | 0      | Omar Pinzón          | Colombia             | 2:02.80 |      |
| 25        | 5        | 1      | Bradlee Ashby        | Nuova Zelanda        | 2:02.96 |      |
| 26        | 3        | 9      | Martin Liivamägi     | Estonia              | 2:03.21 |      |
| 27        | 2        | 3      | Carlos Omana         | Venezuela            | 2:03.54 |      |
| 28        | 5        | 9      | Povilas Strazdas     | Lituania             | 2:03.67 |      |
| 29        | 2        | 9      | Alpkan Örnek         | Turchia              | 2:03.93 |      |
| 30        | 2        | 8      | Christoph Meier      | Liechtenstein        | 2:04.01 |      |
| 31        | 2        | 0      | Trần Duy Khôi        | Vietnam              | 2:04.30 |      |
| 32        | 1        | 4      | Mateo González       | Messico              | 2:04.77 |      |
| 33        | 2        | 2      | Marko Blaževski      | Macedonia            | 2:04.79 |      |
| 34        | 1        | 5      | Pedro Pinotes        | Angola               | 2:04.85 |      |
| 35        | 2        | 5      | Aleksey Derlyugov    | Uzbekistan           | 2:04.98 |      |
| 36        | 2        | 6      | Ensar Hajder         | Bosnia ed Erzegovina | 2:04.99 |      |
| 37        | 2        | 1      | Ahmed Mathlouthi     | Tunisia              | 2:05.37 |      |
| 38        | 4        | 9      | Rafael Alfaro        | El Salvador          | 2:05.78 |      |
| 39        | 1        | 6      | Irakli Bolkdvadze    | Georgia              | 2:07.14 |      |
| 40        | 3        | 0      | Jessie Lacuna        | Filippine            | 2:07.51 |      |
| 41        | 1        | 7      | Esteban Araya        | Costa Rica           | 2:08.89 |      |
| 42        | 1        | 8      | Alvi Hjelm           | Fær Øer              | 2:08.98 |      |
| 43        | 1        | 1      | Benjamin Schulte     | Guam                 | 2:09.50 |      |
| 44        | 1        | 2      | Luis Vega            | Cuba                 | 2:09.53 |      |
| 45        | 1        | 3      | Jean Gómez           | Rep. Dominicana      | 2:09.59 |      |
| 46        | 1        | 0      | Rami Elias           | Sudan                | 2:20.94 |      |
| 47        | 1        | 9      | Haris Bandey         | Pakistan             | 2:22.31 |      |
|           | 2        | 4      | Triady Sidiq         | Indonesia            | DNS     |      |
|           | 4        | 1      | Kevin Wedel          | Germania             | DNS     |      |
|           | 4        | 3      | László Cseh          | Ungheria             | DNS     |      |

### Semifinali
| Posizione | Semifinale | Corsia | Atleta               | Nazionalità | Tempo   | Note |
| --------- | ---------- | ------ | -------------------- | ----------- | ------- | ---- |
| 1         | 2          | 4      | Ryan Lochte          | Stati Uniti | 1:56.81 | Q    |
| 2         | 2          | 5      | Wang Shun            | Cina        | 1:57.07 | Q    |
| 3         | 1          | 6      | Thiago Pereira       | Brasile     | 1:57.33 | Q    |
| 4         | 1          | 4      | Daniel Wallace       | Regno Unito | 1:57.77 | Q    |
| 5         | 1          | 7      | Simon Sjödin         | Svezia      | 1:58.10 | Q    |
| 6         | 2          | 8      | Marcin Cieślak       | Polonia     | 1:58.20 | Q,   |
| 7         | 1          | 3      | Henrique Rodrigues   | Brasile     | 1:58.45 | Q    |
| 8         | 1          | 5      | Conor Dwyer          | Stati Uniti | 1:58.54 | QSO  |
| 8         | 2          | 2      | Roberto Pavoni       | Regno Unito | 1:58.54 | QSO  |
| 10        | 2          | 1      | Thomas Fraser-Holmes | Australia   | 1:58.83 |      |
| 11        | 1          | 1      | Yakov Toumarkin      | Israele     | 1:58.86 |      |
| 12        | 1          | 2      | Jérémy Desplanches   | Svizzera    | 1:59.35 |      |
| 13        | 2          | 3      | Andreas Vazaios      | Grecia      | 1:59.53 |      |
| 14        | 2          | 6      | Daiya Seto           | Giappone    | 2:00.05 |      |
| 15        | 2          | 7      | Diogo Carvalho       | Portogallo  | 2:00.31 |      |
| 16        | 1          | 8      | Mohamed Hussein      | Egitto      | 2:01.41 |      |

### Spareggio
| Posizione | Corsia | Atleta         | Nazionalità | Tempo   | Note |
| --------- | ------ | -------------- | ----------- | ------- | ---- |
| 1         | 4      | Conor Dwyer    | Stati Uniti | 1:58.18 | Q    |
| 2         | 5      | Roberto Pavoni | Regno Unito | 1:58.26 |      |

### Finale
| Posizione | Corsia | Atleta             | Nazionalità | Tempo   | Note |
| --------- | ------ | ------------------ | ----------- | ------- | ---- |
|           | 4      | Ryan Lochte        | Stati Uniti | 1:55.81 |      |
|           | 3      | Thiago Pereira     | Brasile     | 1:56.65 |      |
|           | 5      | Wang Shun          | Cina        | 1:56.81 |      |
| 4         | 6      | Daniel Wallace     | Regno Unito | 1:57.59 |      |
| 5         | 8      | Conor Dwyer        | Stati Uniti | 1:57.96 |      |
| 6         | 7      | Marcin Cieślak     | Polonia     | 1:58.14 |      |
| 7         | 1      | Henrique Rodrigues | Brasile     | 1:58.52 |      |
| 8         | 2      | Simon Sjödin       | Svezia      | 1:59.06 |      |